# 溫鑑良
溫鑑良（1945年—），香港知名詠春拳教練，黃淳樑的入室弟子。

## 生平
1945年出生於廣東省寶安縣，1958年移居香港，後於1962年適逢詠春名師黃淳樑設館授徒，為其門下最早期的入室弟子。溫鑑良從前是詠春體育總會教練，曾獲皇家香港警察邀請擔任G 4（保護要人組）之首席教練。他將傳統詠春改良為一套更適合男女老幼女練習之實戰拳術「溫鑑良實用詠春拳」。。

## 師承
溫鑑良師傅的首位詠春老師是葉問的第一位徒弟梁相，當另一位詠春宗師黃淳樑師傅於1962年開館授徒的當天溫鑑良師傅便隨即應募，由於兩位師傅對詠春拳都充滿熱誠並有著獨特的見解，兩人很快地就成為了心腹之交，而黃淳樑師傅更是對溫鑑良師傅傾囊相授。1969年溫鑑良師傅師成下山，並開始了一直持續活躍至今的授拳生涯。